# Гиподинамия
Гиподинами́я (пониженная подвижность, от греч. ὑπό — «под» и δύνᾰμις — «сила») — нарушение функций организма (опорно-двигательного аппарата, кровообращения, дыхания, пищеварения) при ограничении двигательной активности, снижении силы сокращения мышц. Распространённость гиподинамии возрастает в связи с урбанизацией, автоматизацией и механизацией труда, увеличением роли средств коммуникации.
Гиподинамия является следствием освобождения человека от физического труда. Особенно влияет гиподинамия на сердечно-сосудистую систему — ослабевает сила сокращений сердца, уменьшается трудоспособность, снижается тонус сосудов. Отрицательное влияние оказывается и на метаболизм (обмен веществ и энергии), уменьшается кровоснабжение тканей. Вследствие отсутствия необходимости расщепления жиров (голодание, моржевание, длительные физические нагрузки) кровь становится «жирной», ее вязкость повышается и для сохранения скорости капиллярного кровотока сердцу приходится повышать артериальное давление. Если противодействовать этому процессу медикаментозным снижением АД, снабжение питательными веществами и кислородом уменьшается. 
Следствием гиподинамии могут стать ожирение и атеросклероз, так как гиподинамия минимизирует расход калорий, а жировые запасы образуются, когда потребляемые калории превышают расходуемые. 

## Опасность гиподинамии
Из-за отсутствия необходимости в физических нагрузках человек всё больше и больше времени проводит в неподвижных положениях. Без работы мышцы слабеют и постепенно атрофируются, уменьшаются сила и выносливость, нарушаются нервно-рефлекторные связи, приводя к расстройству деятельности нервной системы (развиваются депрессия, миофасциальные синдромы), нарушается обмен веществ. С течением времени из-за гиподинамии нарастают изменения со стороны опорно-двигательного аппарата: уменьшается костная масса (развивается остеопороз), страдает функция периферических суставов (остеоартроз) и позвоночника (остеохондроз). Длительная гиподинамия приводит к сердечно-сосудистым заболеваниям (ишемическая болезнь сердца, артериальная гипертония), расстройствам дыхания (хроническая обструктивная болезнь лёгких) и пищеварения (нарушение функции кишечника).
Цепь эндокринных нарушений вследствие гиподинамии в комбинации с перееданием проявляется метаболическим синдромом (ожирение, инсулинорезистентность и увеличение риска атеросклероза). Они актуальны при многолетней гиперкалорийной диете, когда избыток калорий откладывается в виде подкожного и висцерального жира, а часть не востребованных жиров постоянно находится в крови. Отложение жира в органах приводит к увеличению их размера и функциональным нарушениям. Например, жировой гепатоз, аденома предстательной железы, миома, диабет. 
Все эти изменения в конечном итоге приводят к уменьшению продолжительности жизни. Чтобы на ранней стадии выявить заболевания, обусловленные гиподинамией, необходимо лабораторное и инструментальное обследование.
Гиподинамия отрицательно сказывается и на работе головного мозга. В результате проявляются следующие симптомы: общая слабость, уменьшение трудоспособности, бессонница, снижение умственной активности, чрезмерная утомляемость и некоторые другие. При гиподинамии отмечается также уменьшение ёмкости лёгких и лёгочной вентиляции. Довольно часто можно наблюдать и уменьшение интенсивности газообмена.

## Профилактика
Основной профилактикой является физическая культура.
Избежать заболеваний, обусловленных гиподинамией, можно, если вести здоровый образ жизни. Разумный двигательный режим должен сочетаться с правильным питанием и отказом от вредных привычек. Рекомендуются ежедневная получасовая физическая нагрузка, пешие прогулки (не менее 2 км). Помимо описанного выше, полезно иметь дома какой-либо спортивный инвентарь: коврик для йоги для выполнения упражнений лёжа и сидя, резина (резиновая лента), небольшие гантели. Даже без инвентаря можно делать десятки упражнений на разные группы мышц: скручивания на пресс, отжимания, приседания, выпады, множество видов планки, подъёмы ног, подъёмы рук лёжа на животе, силовые позы из йоги и так далее. Желательно вначале проконсультироваться у специалиста (врача ЛФК или тренера по фитнесу), чтобы физкультура приносила здоровье, а не разочарование или травмы.

## Упражнения для офиса
Врачи отмечают, что важно делать перерывы и упражнения именно во время работы. Достаточно 5 минут, чтобы помочь вашим глазам и телу восстановиться. Если делать упражнения после рабочего дня, то эффект восстановления будет меньшим, чем если провести зарядку после нескольких часов работы. Для этого имеются специально подобранные упражнения, которые можно выполнять прямо в офисе и они не требуют специального инвентаря или фитнес-коврика.

## Реабилитация
При гиподинамии, вызванной острым или хроническим заболеванием, необходимо прибегнуть к медицинской помощи. В клиниках нервных болезней и ортопедии проводится комплексное восстановление организма после периода гиподинамии при участии невролога, ортопеда, диетолога, массажиста и инструктора лечебной физкультуры (ЛФК). Индивидуальные занятия ЛФК в сочетании с аппаратной физиотерапией, массажем, программой питания помогают восстановить мышечный тонус, способствуют нормализации массы тела, стабилизируют работу внутренних органов. Выработанные двигательные привычки помогают сохранить достигнутый результат на длительное время. Если человек находится в стационаре и прикован к постели, то обычная дыхательная гимнастика с сочетанием антитромботических препаратов может предотвратить развитие такого тяжелого осложнения, как тромбоэмболия.